# Saint-Georges-Nigremont
Saint-Georges-Nigremont település Franciaországban, Creuse megyében. Lakosainak száma 145 fő (2022. január 1.). Saint-Georges-Nigremont Magnat-l’Étrange, Pontcharraud, Poussanges, Saint-Agnant-près-Crocq, Saint-Frion és Saint-Maurice-près-Crocq községekkel határos.

## Népesség
A település népessége az elmúlt években az alábbi módon változott:
| Lakosok száma | 239  | 183  | 156  | 155  | 144  | 126  | 129  | 143  | 143  | 145  |
|               | 1968 | 1982 | 1990 | 2006 | 2013 | 2015 | 2017 | 2019 | 2020 | 2022 |